# Gryon nigripes
Gryon nigripes är en stekelart som först beskrevs av Alan Parkhurst Dodd 1914.  Gryon nigripes ingår i släktet Gryon och familjen Scelionidae. Inga underarter finns listade i Catalogue of Life.